# Đukići
Pour l’article homonyme, voir Dukići.
Ne doit pas être confondu avec Đukić.
Đukići (en serbe cyrillique : Ђукићи) est un village de Bosnie-Herzégovine. Il est situé dans la municipalité de Šipovo et dans la république serbe de Bosnie. Selon les premiers résultats du recensement bosnien de 2013, il compte 123 habitants.

## Démographie

### Évolution historique de la population dans la localité
| 1948 | 1953 | 1961 | 1971 | 1981 | 1991 | 2013 |
| ---- | ---- | ---- | ---- | ---- | ---- | ---- |
| -    | -    | 682  | 585  | 385  | 231  | 123  |

|  |